# Chabibułła Chajrullin
Chabibułła Nabibułłowicz Chajrullin (ros. Хабибулла Набиуллович Хайруллин; ur. 14 lutego 1923 we wsi Suchije Kurnali obecnie w rejonie aleksiejewskim w Tatarstanie, zm. 22 lutego 1945 pod Wrocławiem) – radziecki żołnierz, starszy sierżant, uhonorowany pośmiertnie tytułem Bohatera Związku Radzieckiego (1945).

## Życiorys
Urodził się w tatarskiej rodzinie chłopskiej. Skończył 7 klas niepełnej szkoły średniej, pracował w kołchozie, w grudniu 1941 został powołany do Armii Czerwonej. Od 1942 uczestniczył w wojnie z Niemcami, walczył na Froncie Dońskim, 3 Ukraińskim i 1 Ukraińskim, brał udział w bitwie pod Stalingradem. Na 3 Froncie Ukraińskim walczył w składzie 12., później 6. Armii, biorąc udział w operacji nikopolsko-krzyworoskiej, bieriezniegowato-snigiriowskiej i odeskiej, a na 1 Froncie Ukraińskim w operacji sandomiersko-śląskiej i dolnośląskiej. 7 lutego 1945, jako dowódca działa 1248. pułku artylerii przeciwpancernej ze składu 6. Armii w stopniu starszego sierżanta, brał udział w walkach na zachodnim brzegu Odry w rejonie wsi Malczyce (niem. Maltsch), zadając duże straty Niemcom. Później zginął w walce pod Wrocławiem.
Został pochowany we Wrocławiu. Był odznaczony Medalem za Odwagę. 10 kwietnia 1945 pośmiertnie otrzymał tytuł Bohatera Związku Radzieckiego i Order Lenina.